# Antti Kupiainen
Antti Kupiainen (* 23. Juni 1954 in Varkaus, Finnland) ist ein finnischer mathematischer Physiker.

## Leben
Kupiainen machte 1976 seinen Diplomabschluss an der Technischen Universität Helsinki und wurde 1979 an der Princeton University bei Thomas C. Spencer (und Barry Simon) promoviert (Some rigorous results on the 1/n expansion). Als Post-Doktorand war er 1979/80 an der Harvard University und forschte dann an der Universität Helsinki. 1989 wurde er Professor für Mathematik an der Rutgers University, was er bis 1998 blieb, als er dort Visiting Distinguished Professor wurde. Ab 1991 war er Professor an der Universität Helsinki, seit 1999 als Akademieprofessor.
1984/85 war er Loeb Lecturer in Harvard. Ab 1987 war er regelmäßig am Institute for Advanced Study. Er war unter anderem Gastwissenschaftler am IHES (in den Jahren 1979 bis 2000 regelmäßig), an der University of California, Santa Barbara, am MSRI, der École normale supérieure und dem Institut Henri Poincaré. Er war Invited Speaker auf dem Internationalen Mathematikerkongress 1990 in Kyōto (Renormalization group and random systems) und 2010 in Hyderabad (Indien) (Origins of Diffusion).
2011 wurde er Präsident der International Association of Mathematical Physics. 1997 bis 2010 war er im Herausgebergremium der Communications in Mathematical Physics. 2010 erhielt er den Wissenschaftspreis der Stadt Helsinki. 2009 bis 2014 erhält er einen Advanced Grant des European Research Council (ERC). 2016 hielt er einen Plenarvortrag auf dem Europäischen Mathematikerkongress (ECM) in Berlin (Quantum fields and probability). 2024 erhielt er der Henri-Poincaré-Preis.

## Werk
Er befasste sich mit konstruktiver Quantenfeldtheorie und statistischer Mechanik und entwickelte in den 1980er Jahren eine Renormierungsgruppenmethode (RG) zur strengen Behandlung von Feldtheorien und Phasenübergängen für Spinsysteme auf dem Gitter. Außerdem befasste er sich ab den 1980er Jahren mit Konformen Feldtheorien, speziell WZW Modellen (Wess-Zumino-Witten), ebenfalls mit Gawedzki. Danach wandte er die RG Methode auch auf andere Probleme in der Wahrscheinlichkeitstheorie, bei partiellen Differentialgleichungen (zum Beispiel Musterbildung, Blow Up und bewegliche Fronten bei asymptotischen Lösungen von nichtlinearen parabolischen Differentialgleichungen) und Dynamischen Systemen (zum Beispiel KAM-Theorie) an.
Als Anwendung der RG in der Wahrscheinlichkeitstheorie zeigte er mit Jean Bricmont, dass Zufallsbewegung mit asymmetrischen zufälligen Übergangswahrscheinlichkeiten in drei und mehr räumlichen Dimensionen zu Diffusion führt, also in der Zeit irreversiblem Verhalten. Er setzte seine Untersuchungen zum Ursprung von Diffusion und Irreversibilität in verschiedenen Modellsystemen (wie gekoppelten chaotischen Abbildungen und schwach gekoppelten anharmonischen Oszillatoren) fort.
Er studierte auch das Turbulenz-Problem in hydrodynamischen Modellen. Zum Beispiel zeigte er mit Krzysztof Gawedzki, dass die Kolmogorow-Theorie homogener Turbulenz bei Advektion eines passiven Skalars in einem exakt lösbaren Modell (Zufalls-Vektorfelder) zusammenbricht (anomales Skalierungsverhalten).
1996 wandte er mit Bricmont Hochtemperaturentwicklungen aus der statistischen Mechanik auf chaotische dynamische Systeme an.